# 997 км (зупинний пункт)
997 кіломе́тр — колишній пасажирський залізничний зупинний пункт Дніпровська дирекції залізничних перевезень Придніпровської залізниці на двоколійній електрифікованій постійним струмом лінії Павлоград I — Синельникове I між станціями Павлоград I (6 км) та Зайцеве (15 км). Розташовувався біля дачних ділянок на південній околиці міста Павлоград Павлоградського району Дніпропетровської області.

## Пасажирське сполучення
Через зупинний пункт прямують приміські електропоїзди за напрямком Лозова — Синельникове I / Дніпро-Головний, проте не зупиняються. Найближча залізнична станція Павлоград I, де є можливість здійснити посадку на приміські електропоїзди та поїзди далекого сполучення.